# Teyateyaneng
Teyateyaneng es la capital del distrito de Berea en Lesoto. En el 2005 tenía una población de unos 75.115 habitantes.

## Contexto geográfico
Se localiza a unos 40 km al norte de la capital nacional, Maseru, en la carretera Main North One, que corre paralela a la frontera sudafricana. La ciudad se encuentra situada en una meseta a unos 1700 metros de altitud.

## Historia
Fue fundada en 1886 como la capital de Berea por el jefe Masophal.

## Demografía
Según estimación 2010 contaba con una población de 27.071 habitantes.

## Economía local
Teyaeteyaneng tiene comercios y fábricas textiles de alfombras.

## Lugares de interés
Existe un hospital y tres institutos. Además, alrededor de la ciudad existen varias cuevas excavadas en la roca con pinturas de cazadores de la tribu San. 